# Edmond Hamilton
Edmond Moore Hamilton (21 de outubro de 1904 - 1 de fevereiro de 1977) foi um autor norte-americano de romances, histórias de ficção científica, fantasia, terror, policial, thriller e banda desenhada, em meados do século XX.
Nasceu em Youngstown, Ohio, mudando-se ainda em jovem para as proximidades de New Castle, Pensilvânia. Foi uma criança prodígio, formou-se no colégio e começou a faculdade (Westminster College, New Wilmington, Pennsylvania) com 14 anos de idade, terminando aos 17.
Foi casado com Leigh Brackett,  que também era uma escritora de ficção científica.

## Carreira
É dito que Edmond foi o autor da primeira compilação em capa dura do que viria a ser conhecido como o género da ficção científica, The Horror on The Asteroid and Other Tales of Planetary Horror (1936). O livro reunia as seguintes histórias: "The Horror on the Asteroid", “The Accursed Galaxy", "The Man Who Saw Everything" ("The Man With the X-Ray Eyes"), "The Earth-Brain", "The Monster-God of Mamurth" e "The Man Who Evolved".

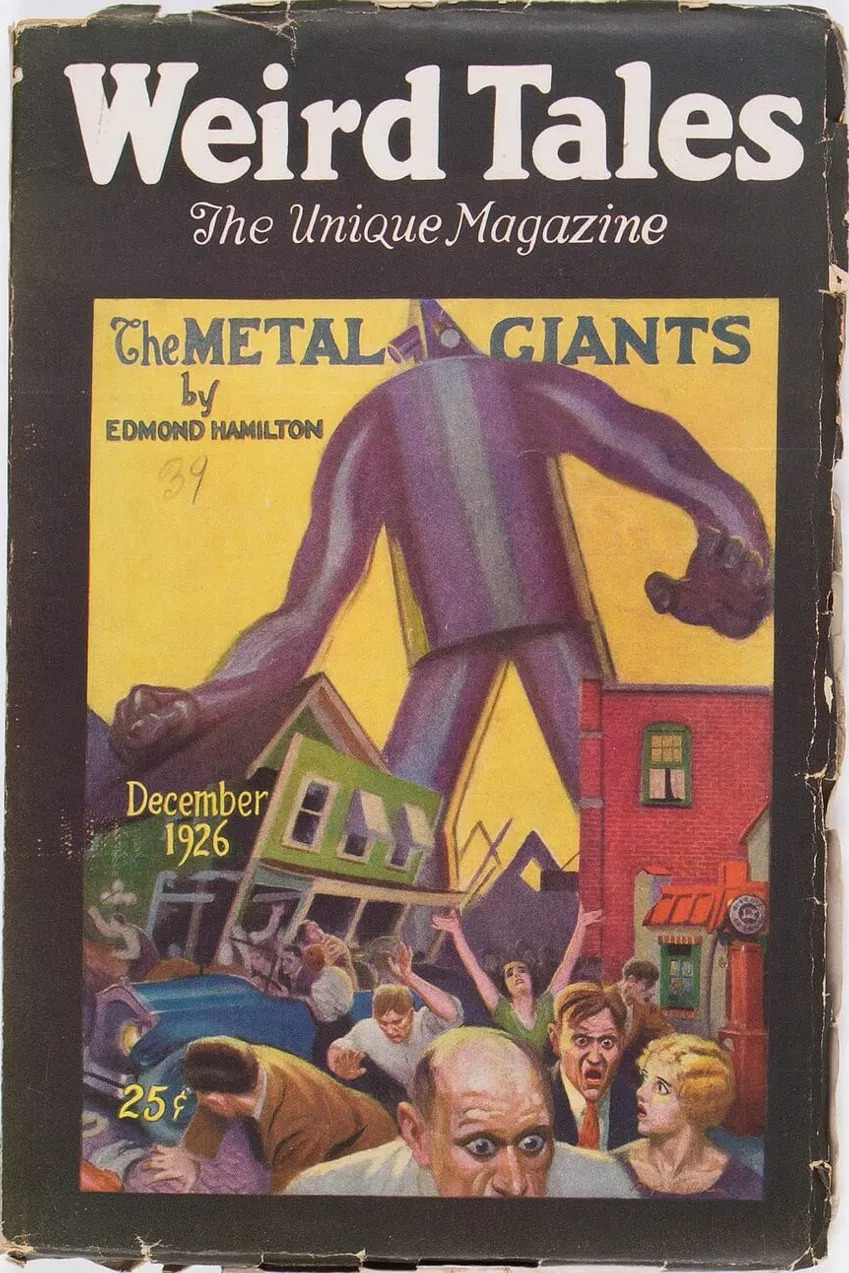
Capa da revista Weird Tales vol. 8, nº 6 de Dezembro de 1926 contendo o conto "The Metal Giants" escrito por Hamilton

A sua carreira como escritor de ficção científica começou com a publicação do conto "The Monster God of Mamurth" que foi publicado em 1926 na edição de Agosto da revista clássica de ficção alternativa Weird Tales. Hamilton tornou-se rapidamente um membro central do grupo notável de escritores da Weird Tales, criada pelo editor Farnsworth Wright, que inclui-a nomes como, H. P. Lovecraft e Robert E. Howard. Hamilton iria publicar 79 obras de ficção na revista Weird Tales, entre 1926 e 1948, fazendo dele um dos mais prolíferos colaboradores da revista (só Seabury Quinn e August Derleth publicaram mais do que ele). Hamilton tornou-se amigo e associado de vários veteranos da Weird Tales, incluindo E. Hoffmann Price e Otis Adelbert Kline, mais notavelmente, ele iniciou uma amizade de 20 anos com o quase contemporâneo Jack Williamson, como descrito por Williamson na sua autobiografia de 1984 Wonder's Child. No final dos anos 1930 a Weird Tales lançou vários contos de fantasia de Hamilton, sendo o mais notável "He That Hath Wings" (julho de 1938), um dos seus contos mais populares e frequentemente reeditado.
Durante os anos 1920 e início dos anos 30 Hamilton escreveu para todas as revistas de ficção científica que existiam na altura, publicando também em revistas de terror e de histórias de suspense. Era muito popular como autor de space opera, um sub-género que criou em conjunto com E. E. "Doc" Smith. A sua história "The Island of Unreason" (Wonder Stories, maio de 1933) ganhou o primeiro Prémio Júlio Verne (este prémio era obtido por votação dos fãs e foi o precursor do Hugo Awards) como a melhor história de ficção científica do ano.
Nos finais da década de 1930, em resposta à recessão económica da Grande Depressão, escreveu histórias de detectives e crime. Sempre prolífico nas suas publicações em revistas, Hamilton às vezes tinha quatro ou cinco de suas histórias publicadas em um único mês, nesses anos, a edição de fevereiro de 1937 da revista Popular Detective publicou três histórias de detectives de Hamilton, uma com o seu nome e duas sob pseudónimos.
Em 1940, Hamilton foi a principal força por trás da franquia do Captain Future, uma história de ficção científica projectada para leitores juvenis, o que lhe rendeu muitos fãs, mas diminuiu a sua reputação nos últimos anos de ficção científica, quando se afastou das suas raízes a "space opera". Hamilton sempre foi associada a um estilo romântico e extravagante de aventuras de ficção científica, talvez melhor representado no seu romance de 1947 The Star Kings. Como o campo da ficção científica se tornou mais sofisticado, a sua marca de aventuras extremas, hoje em dia, parece cada vez mais estranha, banal e datada.
Em 1946, Hamilton começou a escrever para a DC Comics e especializou-se nos seus mais emblemáticos personagens Batman e Super-Homem. Uma das suas histórias mais conhecidas do Super-Homem foi "Superman Under the Red Sun" que apareceu em Action Comics #300 em 1963 e que tem muitos elementos em comum com o seu romance City At World's End (1951). Ele escreveu outros trabalhos para a DC Comics, incluindo a série de ficção científica Chris KL-99 (Strange Adventures) que foi vagamente baseada no seu personagem Capitão Futuro.
Aposentou-se da banda desenhada em 1966.

## Compilação histórica
Em 2009, a Haffner Press lançou os primeiros dois livros, de uma série de seis, que tem como objective publicar todo o trabalho em prosa de Hamilton. O primeiro volume lançado compila as primeiras quarto novelas de Capitão Futuro.
- The Metal Giants and Others, The Collected Edmond Hamilton, Volume One (2009)
- The Star-Stealers: The Complete Tales of the Interstellar Patrol, The Collected Edmond Hamilton, Volume Two (2009)
- The Universe Wreckers, The Collected Edmond Hamilton, Volume Three (2010)
- The Collected Captain Future, Volume One (2009)
- The Collected Captain Future, Volume Two (2010)

## Homenagens
A 18 de julho de 2009 em Kinsman, Ohio celebrou-se o "Edmond Hamilton Day".
A 21 de outubro de 2010, no 106º aniversário de Hamilton, a Kinsman Historical Society e a Haffner Press vão receber a "Edmond Hamilton / Leigh Brackett Day" em Kinsman, Ohio.